# Малая Знаменка (Липецкая область)
Ма́лая Зна́менка — деревня Знаменского сельсовета Лев-Толстовского района Липецкой области.

## Население
| 2000 | 2010 |
| ---- | ---- |
| 7    | ↘5   |